# Droits des personnes intersexes

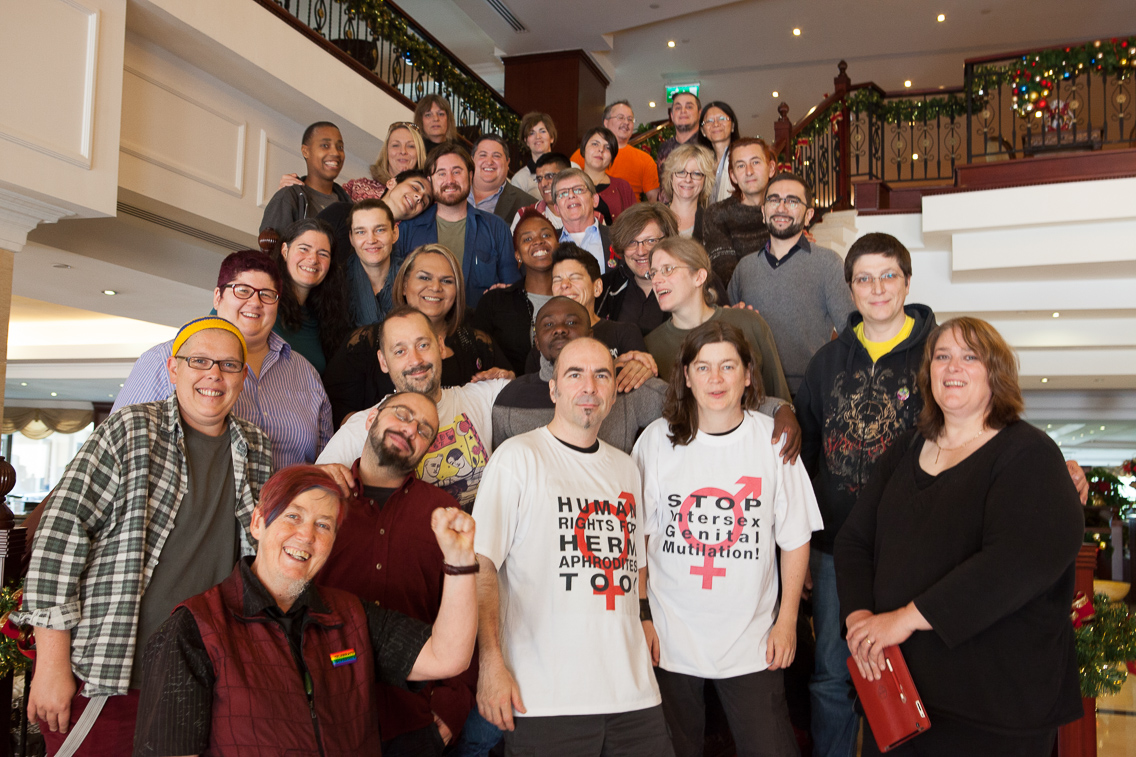
Participants au troisième Forum international intersexes, à Malte, en décembre 2013.

Les droits des personnes intersexes sont l'ensemble des droits spécifiques des personnes intersexes, qui sont souvent victimes de discriminations, voire de violences ou de mutilations, constituant une violation des droits humains. La protection des droits des personnes intersexes varie selon les pays.
Les personnes intersexes naissent avec des caractéristiques sexuelles — notamment génitales (des organes génitaux internes ou organes génitaux externes), gonadiques, hormonales et/ou, mais pas nécessairement, chromosomiques, renvoyant scientifiquement à la pluralité de paramètres qui sont actuellement considérés comme définissant le sexe et pouvant remettre en cause la perspective binaire — qui, d'après le Haut-Commissariat des Nations unies aux droits de l'homme, « ne correspondent pas aux définitions binaires types des corps masculins ou féminins »,.
Les personnes intersexes sont confrontées à des stigmatisations et discriminations dès la naissance, en particulier lorsqu'une variation intersexe est directement visible sur leur corps. Dans certains pays, cela peut aller jusqu'à l'infanticide, l'abandon ou la stigmatisation des familles. Les mères en Afrique de l'Est peuvent être accusées de sorcellerie et la naissance d'un enfant intersexué peut être décrite comme une malédiction,,.

Drapeau de la fierté intersexe, créé en 2013 par Intersex International Australia.

En Occident également, les nourrissons et enfants intersexes, en particulier ceux dont les organes génitaux externes sont ambigus, subissent souvent des traitements chirurgicaux et/ou hormonaux dans le but de faire correspondre leur corps à des caractéristiques sexuelles apparentes jugées socialement plus acceptables. Ces pratiques sont critiquées car sans nécessité médicale et occasionnant des traumatismes pour les enfants,. Ces traitements peuvent impliquer une stérilisation. Les adultes, notamment les athlètes féminines de haut niveau, subissent également des discriminations,. Dans les années 2010, ces problèmes sont reconnus comme des violations des droits de l'homme, avec des déclarations des agences des Nations unies,, du Parlement australien, et des institutions d'éthique allemandes et suisses. Des associations de personnes intersexes ont également publié régulièrement des déclarations conjointes, notamment la Déclaration de Malte (en) au troisième Forum Intersexe International (en).
La mise en œuvre de la protection des droits humains dans la législation et la réglementation progresse cependant lentement. En 2011, Christiane Völling a remporté le premier procès réussi contre un chirurgien pour une intervention chirurgicale non consentie. En 2015, le Conseil de l'Europe a reconnu pour la première fois le droit des personnes intersexes de ne pas subir de traitements d'assignation sexuelle. La même année, Malte est devenue le premier pays à interdire les interventions médicales non consenties ayant pour but de modifier l'anatomie sexuelle, notamment celle des personnes intersexes.
Les droits des personnes intersexes sont également liés à d'autres droits humains et questions juridiques, notamment le droit à la vie, la protection contre les discriminations, le droit de déposer plainte et de recevoir réparation, l'accès à l'information (dossiers médicaux par exemple) et la reconnaissance juridique. Jusqu'à présent, peu de pays protègent les personnes intersexes contre les discriminations. D'autre part, seuls quelques pays interdisent notamment que les mineurs présentant certaines formes d'intersexuation subissent des chirurgies sans justification médicale, donc des mutilations, destinées à les conformer à une supposée norme dyadique (notamment à rendre leur apparence génitale plus typiquement féminine).

## Intersexuation et droits humains

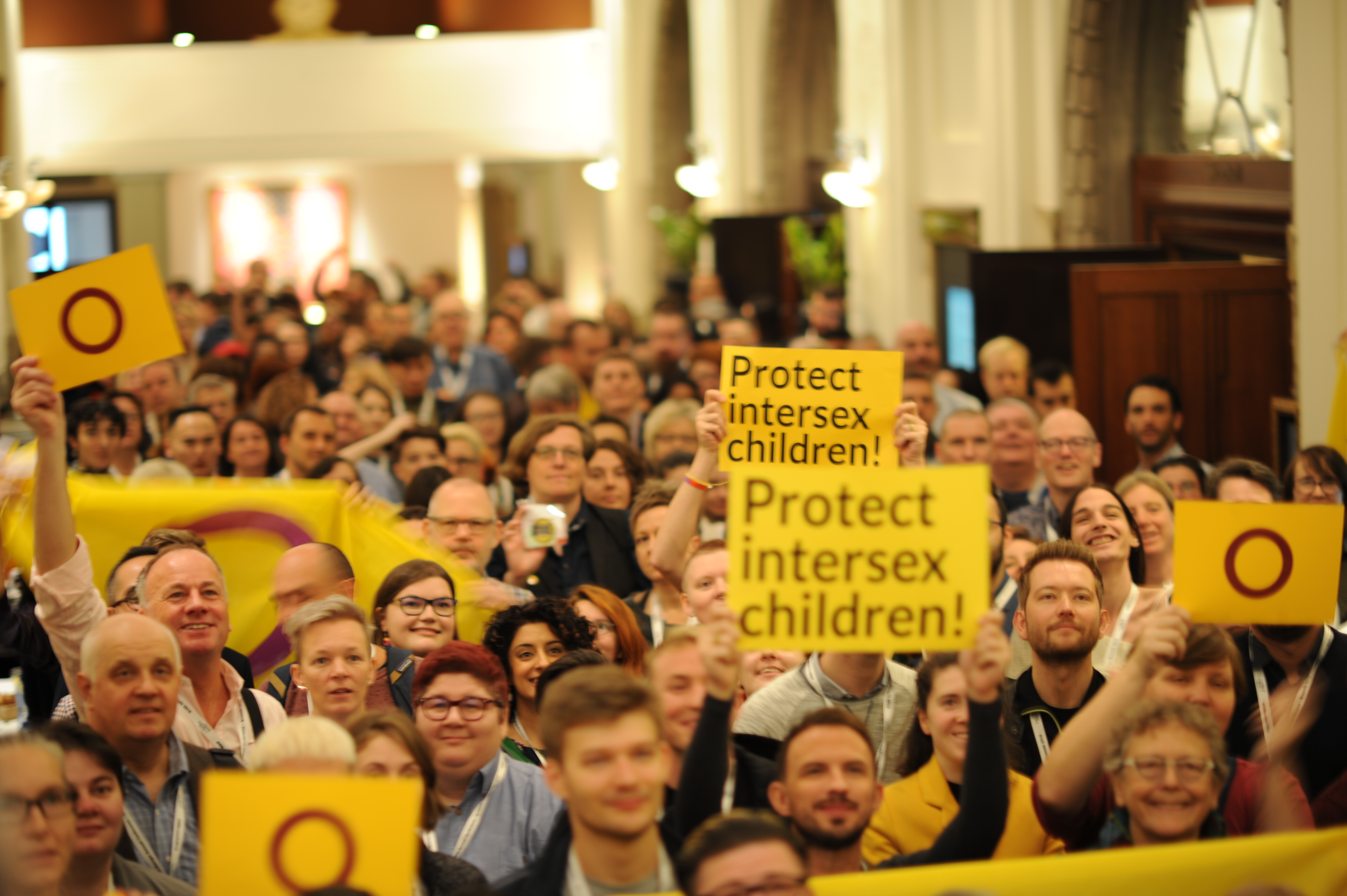
Conférence ILGA 2018, photo de groupe pour marquer la Journée de sensibilisation intersexe.

La recherche scientifique se dirige vers un consensus sur le fait que diverses variations intersexuées sont des formes normales — quoique relativement rares, mais pas autant que l'on pourrait l'imaginer, et très variables — de biologie humaine et les institutions de défense des droits humains sont de plus en plus attentifs aux pratiques médicales et aux problèmes de discrimination à l'encontre des personnes intersexes. Une première étude pilote internationale en 2013, Human Rights between the Sexes, de Dan Christian Ghattas,, a constaté que les personnes intersexes sont discriminées dans le monde entier : 
« Les personnes intersexes sont considérées comme étant porteuses d'une "pathologie" dans toutes les régions où la médecine occidentale prévaut. Elles sont traitées plus ou moins explicitement comme étant malades ou "anormales", selon les sociétés. »
Le Conseil de l'Europe souligne plusieurs points de préoccupation :
- Droit égal à la vie, prévention des traitements médicaux sans consentement éclairé, notamment les traitements jugés inutiles ;
- Cesser de classer l'intersexuation comme une condition médicale qu'il faudrait soigner, mais la considérer comme une variation pouvant ouvrir droit à des traitements médicaux avec consentement éclairé ;
- Égalité de traitement devant la loi, notamment avec une couverture légale équivalente aux autres catégories ;
- Accès à l'information, aux dossiers médicaux, au conseil et au soutien des pairs et autres ;
- Autodétermination dans la reconnaissance du genre, notamment par la modification simple des documents officiels[16].

### Relations entre intersexuation et organisations LGBT
Plusieurs organisations ont souligné les appels à la reconnaissance des droits LGBT ou LGBT+ qui ne tiennent pas compte des intersexes, pas assez spécifiquement, alimentent des confusions, et ne parviennent spécifiquement pas à résoudre le problème des traitements de «normalisation» inutiles sur les enfants intersexes, en utilisant le terme en majuscule « pinkwashing ». En juin 2016, l'Organisation intersexe internationale australienne (en) a revendiqué des déclarations contradictoires des gouvernements australiens, suggérant que la dignité et les droits des personnes LGBT, LGBT+ ou même LGBTI (LGBT et en partie intersexes) sont reconnus alors que cela est contredit par les pratiques mutilantes qui demeurent légalement imposées aux individus mineurs présentant une variation visible des organes génitaux.
En août 2016, l'association suisse Zwischengeschlecht (en) a décrit les actions visant à promouvoir l'égalité ou la législation sur l'état civil y compris pour les personnes intersexes sans interdire les «mutilations génitales intersexes» comme une forme de « blanchiment ». L'organisation a précédemment mis en évidence des déclarations gouvernementales évasives aux organes de traités des Nations unies qui confondent les questions intersexuées, transgenres et LGBT, au lieu de s'attaquer aux pratiques néfastes sur les nourrissons.

## Intégrité physique et autonomie corporelle

Interdiction légale des interventions médicales non consensuelles.

Les personnes intersexes sont confrontées à la stigmatisation et à la discrimination dès la naissance. Dans certains pays, en particulier en Afrique et en Asie, cela peut inclure l'infanticide, l'abandon et la stigmatisation des familles. Les mères d'Afrique de l'Est peuvent être accusées de sorcellerie et la naissance d'un enfant intersexué peut être décrite comme une malédiction. Des abandons et des infanticides ont été signalés en Ouganda, Kenya, Asie du Sud, et en Chine. En 2015, il a été signalé qu'un adolescent kényan intersexué, Muhadh Ishmael, avait été mutilé puis est décédé. Il avait précédemment été décrit comme une malédiction pour sa famille.
Des interventions médicales non consenties visant à modifier les caractéristiques sexuelles des personnes intersexuées ont lieu dans tous les pays où les droits humains des personnes intersexes ont été étudiés. Ces interventions ont été critiquées par l'Organisation mondiale de la Santé, d'autres organes des Nations unies tels que le Haut-Commissariat aux droits de l'homme et un nombre croissant d'institutions régionales et nationales. Dans les pays à revenu faible et intermédiaire, le coût des soins de santé peut limiter l'accès aux traitements médicaux nécessaires en même temps que d'autres personnes subissent des interventions médicales coercitives.
Plusieurs droits ont été déclarés affectés par la stigmatisation et les interventions médicales coercitives sur les mineurs : 
- le droit à la vie[16].
- le droit à la vie privée, y compris le droit à l'autonomie personnelle ou à l'autodétermination en matière de traitement médical[13],[14].
- interdiction de la torture et autres traitements cruels, inhumains et dégradants[11].
- un droit à l'intégrité physique[26] et/ou à l'autonomie corporelle[27],[28].
- en outre, l'intérêt supérieur de l'enfant peut ne pas être servi par des interventions chirurgicales visant à l'intégration familiale et sociale.

La plupart des pays, même libéraux sur les droits LGBT+ en général, ne garantissent pas ou que faiblement en fait et en droit les droits intersexes, ne pénalisant notamment pas les interventions sans justification médicale sur les enfants présentant des variations visibles des caractéristiques sexuelles à la naissance. Ces interventions sont illégales dans sept États, en Amérique du Sud et en Europe : le Chili, l'Uruguay, l'Autriche, la Grèce, Malte, l'Espagne et le Portugal. C'est également le cas en Asie d'après un jugement local au Tamil Nadu (Inde). Ailleurs, notamment dans la plupart des pays de l'Union européenne, dont la France, le droit à l'autodétermination n'est pas garanti. Le débat existe de façon relativement confidentielle sur la situation des personnes intersexes en France notamment, et surtout la possibilité de mettre en place des mesures légales pour protéger leurs droits, en particulier d'interdire les mutilations imposées à des enfants pour conformer leur corps à des normes socio-culturelles liées au genre. La remise en question de la binarité des sexes et genres reste un impensé dans de nombreux pays relativement libéraux, ce qui est en lien avec ses vastes implications, que pourrait ouvrir la meilleure reconnaissance des variations.

### Rapports sur les droits de l'homme

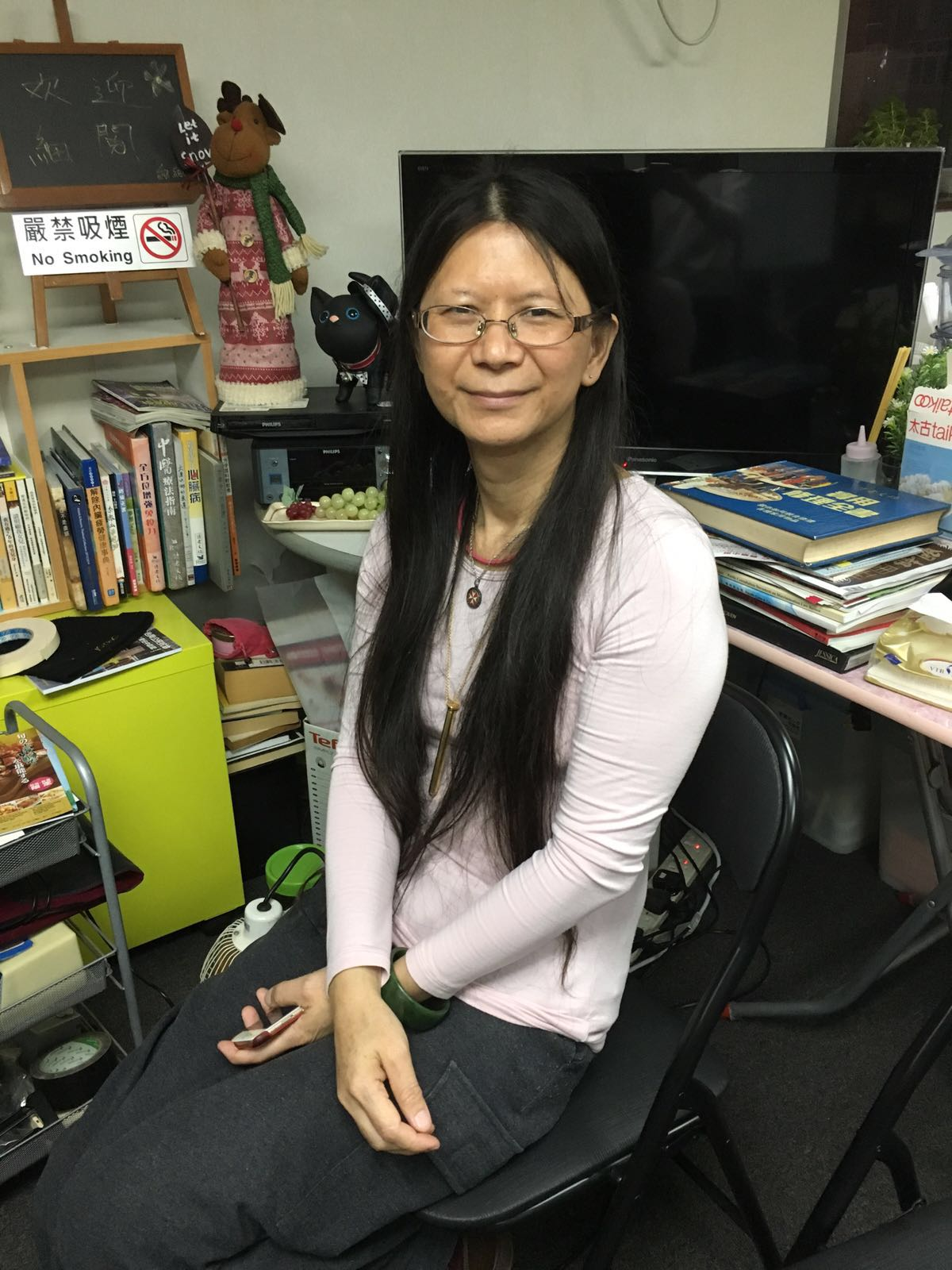
L'activiste intersexe Small Luk, de Hong Kong.

Ces dernières années, les droits intersexes ont fait l'objet de rapports de plusieurs institutions nationales et internationales. Il s'agit notamment de la Commission nationale consultative suisse d'éthique biomédicale (2012) du rapporteur spécial des Nations unies sur la torture et autres peines ou traitements cruels, inhumains ou dégradants (2013) et du Sénat australien (2013). En 2015, le Conseil de l'Europe, le Haut-Commissariat des Nations unies aux droits de l'homme et l'Organisation mondiale de la santé ont également abordé la question. En avril 2015, Malte est devenue le premier pays à interdire les interventions médicales coercitives. La même année, le Conseil de l'Europe est devenu la première institution à déclarer que les personnes intersexes ont le droit de ne pas subir d'interventions d'affirmation sexuelle.
Pour la Journée de la visibilité intersexe, le 26 octobre, des experts des Nations unies, dont le Comité contre la torture, le Comité des droits de l'enfant et le Comité des droits des personnes handicapées, ainsi que le Commissaire aux droits de l'homme du Conseil de l'Europe, la Commission interaméricaine des droits de l'homme et les rapporteurs spéciaux des Nations unies ont appelé à une fin urgente des violations des droits humains des personnes intersexes, y compris dans les milieux médicaux. Les experts ont également demandé l'ouverture d'une enquête sur les allégations de violations de droits humains, la possibilité de déposer des demandes d'indemnisation et la mise en œuvre de mesures anti-discrimination :  
« In countries around the world, intersex infants, children and adolescents are subjected to medically unnecessary surgeries, hormonal treatments and other procedures in an attempt to forcibly change their appearance to be in line with societal expectations about female and male bodies. When, as is frequently the case, these procedures are performed without the full, free and informed consent of the person concerned, they amount to violations of fundamental human rights...
States must, as a matter of urgency, prohibit medically unnecessary surgery and procedures on intersex children. They must uphold the autonomy of intersex adults and children and their rights to health, to physical and mental integrity, to live free from violence and harmful practices and to be free from torture and ill-treatment. Intersex children and their parents should be provided with support and counselling, including from peers. »
« Dans les pays du monde entier, les nourrissons, les enfants et les adolescents intersexués sont soumis à des interventions chirurgicales médicalement inutiles, à des traitements hormonaux et à d'autres procédures dans le but de changer de force leur apparence afin de correspondre aux attentes de la société concernant les corps féminins et masculins. Lorsque, comme c'est souvent le cas, ces procédures sont pratiquées sans le consentement plein, libre et éclairé de la personne concernée, elles constituent des violations des droits humains fondamentaux... Les États doivent, de toute urgence, interdire les interventions chirurgicales et procédures médicalement inutiles sur les enfants intersexués. Ils doivent défendre l’autonomie des adultes et des enfants intersexes et leurs droits à la santé, à l’intégrité physique et mentale, à vivre à l’abri de la violence et des pratiques néfastes et à être à l’abri de la torture et des mauvais traitements. Les enfants intersexués et leurs parents devraient bénéficier d’un soutien et de conseils, notamment de la part de leurs pairs. »
En 2017, les organisations non gouvernementales de défense des droits humains Amnesty International, et Human Rights Watch ,, ont publié des rapports importants sur les droits des enfants intersexués.

### Cour constitutionnelle de Colombie
Une affaire portée devant la Cour constitutionnelle de Colombie a entraîné des changements dans le traitement de l'intersexuation des enfants. L'affaire a restreint le pouvoir des médecins et des parents de décider des procédures chirurgicales sur les organes génitaux ambigus des enfants après l'âge de cinq ans, tout en continuant de permettre des interventions sur les jeunes enfants. En raison de la décision de la Cour constitutionnelle de Colombie dans l'affaire 1 partie 1 (SU-337 de 1999), les médecins sont tenus d'informer les parents sur tous les aspects de l'enfant intersexué. Les parents ne peuvent consentir à la chirurgie que s'ils ont reçu des informations exactes et ne peuvent pas donner leur consentement après que l'enfant a atteint l'âge de cinq ans. D'ici là, l'enfant aura, soi-disant, réalisé son identité de genre. L'affaire a abouti à l'établissement de directives juridiques pour la pratique chirurgicale des médecins sur les enfants intersexes.

### Législation maltaise
En avril 2015, Malte est devenue le premier pays à interdire les interventions médicales de modification des variations des caractéristiques sexuelles sur les mineurs dans l'impossibilité de donner un consentement éclairé dans une loi sur l'identité de genre et l'expression de genre. La loi reconnaît le droit à l'intégrité et à l'autonomie physiques et psychologiques, interdisant explicitement les modifications des caractéristiques sexuelles des enfants pour des facteurs sociaux, et il apparaît que l'exception prévue n'attente pas à l'interdiction en l'absence de motifs médicaux : 
« 14. (1) Il est illégal pour les médecins ou autres professionnels d'effectuer un traitement d'assignation sexuelle ou une intervention chirurgicale sur les caractéristiques sexuelles d'un mineur, lesquels pouvant être différés jusqu'à ce que la personne à traiter puisse donner son consentement éclairé. Un tel traitement d'assignation sexuelle ou intervention chirurgicale sur les caractéristiques sexuelles d'un mineur sera effectué si le mineur donne son consentement éclairé par l'intermédiaire de la personne exerçant l'autorité parentale ou du tuteur du mineur.
(2) Dans des circonstances exceptionnelles, le traitement peut être effectué après accord entre l'équipe interdisciplinaire et les personnes exerçant l'autorité parentale ou le tuteur du mineur qui n'est pas encore en mesure de donner son consentement. Une intervention médicale motivée par des facteurs sociaux sans le consentement du mineur est contraire à la présente loi. »
La loi a été largement saluée par les organisations de la société civile,,.

### Réglementation chilienne
En janvier 2016, le ministère de la Santé du Chili a ordonné la suspension des traitements de normalisation inutiles pour les enfants intersexués, y compris la chirurgie irréversible, jusqu'à ce qu'ils atteignent un âge où ils peuvent prendre leurs propres décisions,. La réglementation a intégré l'interdiction en août 2016,,.

### Décret exécutif du gouvernement du Tamil Nadu
Le 22 avril 2019, la Haute Cour de Madras (Madurai Bench) a rendu un jugement historique et a donné des instructions pour interdire les chirurgies sélectives en fonction du sexe sur les nourrissons intersexués sur la base des travaux de l'activiste intersexe Gopi Shankar Madurai (en). Le 13 août 2019, le gouvernement du Tamil Nadu, en Inde, a publié une ordonnance gouvernementale interdisant les chirurgies non nécessaires sur les caractéristiques sexuelles des bébés et des enfants dans l'État indien du Tamil Nadu avec 77,8 millions de personnes, le règlement faisant exception des motifs médicaux mettant la vie en danger,,,.

## Droit à la vie
Le diagnostic génétique préimplantatoire (DPI ou PIGD) se réfère à des tests génétiques d'embryons avant l'implantation (comme une forme de profilage d'embryons), et parfois même d'ovocytes avant la fécondation. Le DPI est considéré d'une manière similaire au diagnostic prénatal. Lorsqu'elle est utilisée pour dépister une condition génétique spécifique, la méthode rend très probable que le bébé sera exempt de la condition considérée. Le DPI est donc un complément à la technologie de reproduction assistée et nécessite une fécondation in vitro (FIV) pour obtenir des ovocytes ou des embryons pour évaluation. La technologie permet la discrimination contre ceux qui ont des traits intersexes.
Georgiann Davis (en) soutient qu'une telle discrimination ne reconnaît pas que de nombreuses personnes aux traits intersexes mènent une vie pleine et heureuse. Morgan Carpenter met en évidence l'apparition de plusieurs variations intersexes dans une liste par la UK Fertilization and Embryology Authority des «conditions génétiques» «graves» qui peuvent être désélectionnées, y compris le déficit en 5 alpha réductase et le syndrome d'insensibilité aux androgènes, traits évidents chez les femmes d'élite les athlètes et « le premier maire ouvertement intersexué au monde ». L'organisation Intersex International Australia a appelé le Conseil national australien de la recherche médicale et de santé à interdire de telles interventions, notant un « enchevêtrement étroit du statut intersexué, de l'identité de genre et de l'orientation sexuelle dans la compréhension sociale du sexe et des normes de genre, et dans la littérature médicale et de sociologie médicale ».
En 2015, le Conseil de l'Europe a publié un document de réflexion sur les droits de l'homme et les personnes intersexes, notant de façon critique que l'intersexuation était l'une des raisons pour lesquelles des enfants viables voyaient leur variation de développement détectée pour être l'objet d'éliminations préimplantatoires et d'interruptions médicales de grossesse, en particulier dans le cadre de l'assistance médicale à la procréation : 
« Intersex people's right to life can be violated in discriminatory “sex selection” and “preimplantation genetic diagnosis, other forms of testing, and selection for particular characteristics”. Such de-selection or selective abortions are incompatible with ethics and human rights standards due to the discrimination perpetrated against intersex people on the basis of their sex characteristics. »

## Protection contre les discriminations

Protection explicite des caractéristiques sexuelles (Bosnie-Herzégovine, Finlande, Grèce, Malte, Portugal)

À ce jour, quelques juridictions offrent une protection explicite contre la discrimination des personnes intersexes, sans forcément protéger les enfants des chirurgies normalisantes, et inversement. L'Afrique du Sud a été le premier pays à ajouter explicitement l'intersexuation à la législation, dans le cadre de l'attribut de sexe, que d'autres pays incluent sans préciser cela, mais ne protège pas les enfants des mutilations. La même situation a cours en Islande, Finlande, Allemagne, Suède, Norvège, aux Pays-Bas, avec la reconnaissance d'un statut intersexe sauf en Allemagne, tandis que Jersey reconnaît indépendamment un attribut associé, et l'Australie a été le premier pays à ajouter un attribut indépendant de statut intersexué. D'autres pays permettent aussi de s'identifier par une troisième case de genre, comme le Népal ou le Canada, sans relier spécifiquement ces questions à l'intersexuation, ou alors à l'autodétermination des personnes concernées. Ainsi, les personnes intersexes et qui militent pour les droits afférents craignent plus de fichage stigmatisant, souhaitent plutôt l'abrogation des catégories administratives genrées et, bien que les personnes dont les caractères sexuels biologiques sont ambigus soient plus souvent que les dyadiques non binaires de par leur genre, elles s'identifient majoritairement comme femmes ou hommes et craignent aussi de ne pas pouvoir affirmer une identité de genre binaire, ce qui a été soulevé aux Pays-Bas. Malte a été la première à adopter un cadre plus large de caractéristiques sexuelles, par le biais d'une législation qui a également mis fin aux modifications des caractéristiques sexuelles des mineurs entreprises pour des raisons sociales et culturelles. La Bosnie-Herzégovine répertorie par ailleurs les variations comme "caractéristiques sexuelles",. La Grèce interdit la discrimination et les crimes de haine fondés sur des "caractéristiques sexuelles", depuis le 24 décembre 2015,.

### Éducation
Une enquête australienne auprès de 272 personnes nées avec des caractéristiques sexuelles atypiques, publiée en 2016, a révélé que 18 % des personnes interrogées (contre une moyenne australienne de 2 %) n'avaient pas terminé leurs études secondaires, le décrochage scolaire coïncidant avec des interventions médicales pubertaires, le harcèlement, l'intimidation et autres facteurs.

### Emploi
Une enquête australienne de 2015 sur les personnes nées avec des caractéristiques sexuelles atypiques a révélé qu'elles étaient souvent pauvres; l'enquête révèle aussi la fréquence des décrochages scolaires. Le « Guide to Intersex Inclusion » publié par Pride in Diversity et la branche australienne de l'Organisation internationale des intersexes révèle également la fréquence des cas de discrimination dans l'emploi.

### Accès aux soins
La protection contre la discrimination recoupe un traitement médical involontaire et coercitif. Les protections maltaises fondées sur les caractéristiques sexuelles offrent une protection explicite contre les modifications inutiles et nuisibles des caractéristiques sexuelles des enfants,.
En mai 2016, le département américain de la Santé et des Services sociaux a publié une déclaration expliquant l'article 1557 de la Loi sur les soins abordables, déclarant que la loi interdisait la "discrimination fondée sur des traits intersexes ou des caractéristiques sexuelles atypiques" dans les soins de santé financés par les fonds publics, dans le cadre de une interdiction de la discrimination "fondée sur le sexe".

### Sport
En 2013, une revue médicale révèle que quatre athlètes féminines originaires de pays en développement ont été soumises à des gonadectomies (stérilisation) et à des clitoridectomies partielles (des mutilations génitales féminines) après que des tests de féminité ont montré qu'elles étaient intersexes. Le test de testostérone a été introduit à la suite de l'affaire Caster Semenya, une coureuse sud-africaine qui a attiré l'attention en raison de son apparence et de ses performances,,. Cependant, rien ne prouve que l'hyperandrogénie innée chez les athlètes féminines leur confère un avantage dans la compétition sportive,,. L'Australie protège les personnes intersexuées de la discrimination, mais la loi exclut le sport de son champ d'application.

## Droit de déposer une plainte en justice et d'indemnisation

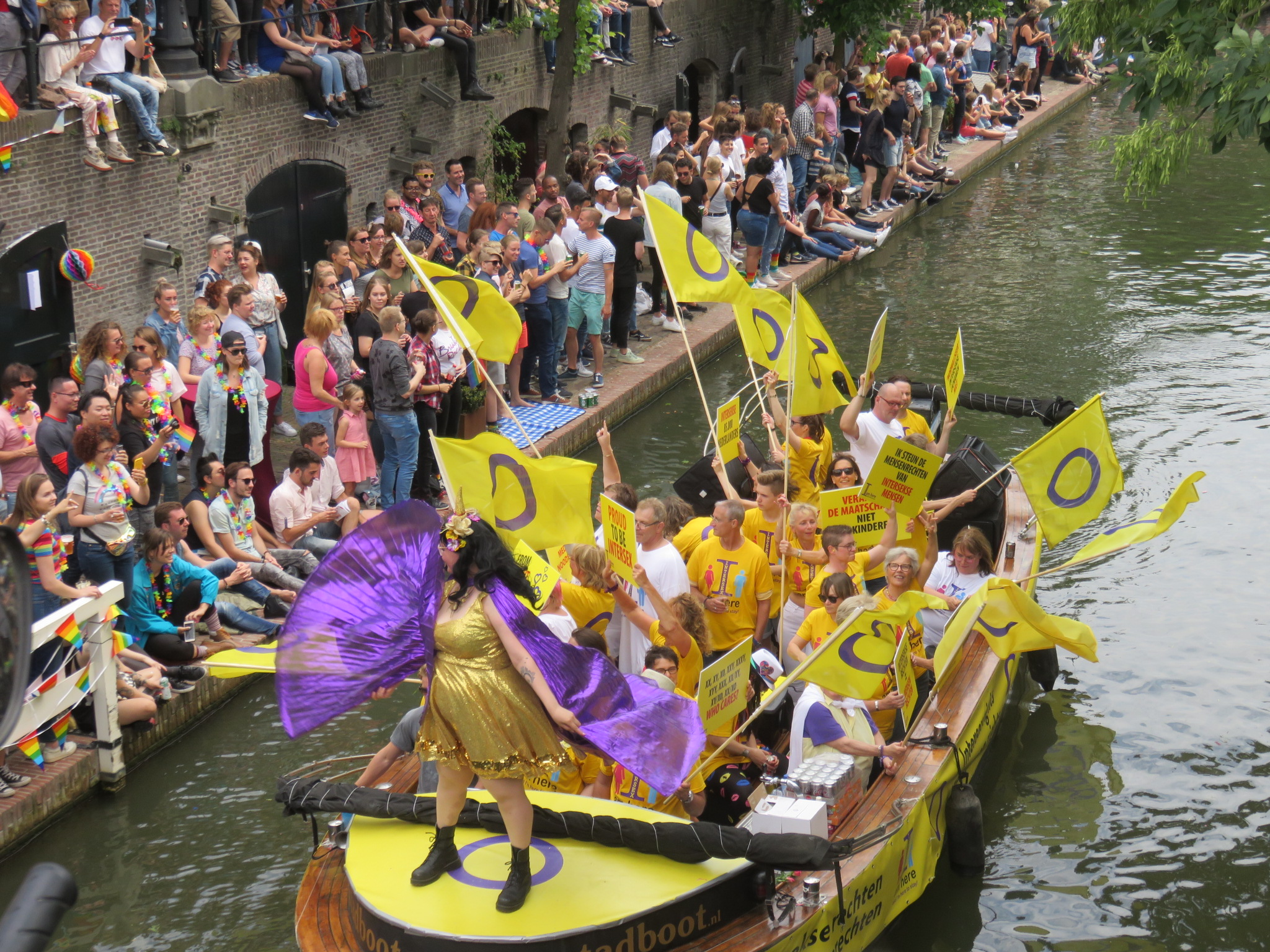
Des militants intersexes sur un bateau à Utrecht Canal Pride le 16 juin 2018.

Des demandes d'indemnisation ont été déposées dans un nombre limité de cas.

### Affaire Christiane Völling, Allemagne
En Allemagne en 2011, Christiane Völling a obtenu gain de cause dans une affaire contre son traitement médical. Le chirurgien a été condamné à payer 100 000 € de dommages et intérêts compensatoires, après une bataille juridique qui a commencé en 2007, trente ans après le prélèvement de ses organes reproducteurs,.

### Affaire Benjamín Maricarmen, Chili
Le 12 août 2005, la mère d'un enfant, Benjamín Maricarmen, tandis qu'au Chili les enfants intersexes n'étaient pas encore protégés des chirurgies normalisantes (ce qui sera plus tard décidé, l'affaire y ayant participé), a déposé une plainte contre le service de santé de Maule après que les gonades et le système reproducteur de l'enfant ont été enlevés sans que les parents ne soient informés de la nature de l'opération. L'enfant avait été élevé comme une fille. La demande de dommages-intérêts compensatoires a été introduite devant la quatrième Cour des lettres de Talca et a abouti devant la Cour suprême du Chili. Le 14 novembre 2012, la Cour a condamné le service de santé de Maule, pour "absence de service", à verser une indemnité de 100 millions de pesos pour les dommages moraux et psychologiques causés à Benjamín et 5 millions pour chacun des parents,.

### MC c. Affaire Aaronson, États-Unis
Aux États-Unis, MC c. L' affaire Aaronson, présentée par interACT avec le Southern Poverty Law Center, a été portée devant les tribunaux en 2013,,. En 2015, la Cour d'appel du quatrième circuit a rejeté l'affaire, déclarant que « cela ne signifiait pas« diminuer le préjudice grave que MC prétend avoir subi », mais qu'un fonctionnaire raisonnable en 2006 n'avait pas reçu d'avertissement juste à partir de cette date. -un précédent selon lequel pratiquer une opération sexuelle à des fins médicales sur un MC âgé de seize mois a violé un droit constitutionnel clairement établi », En juillet 2017, il a été signalé que l'affaire avait été réglée à l'amiable par l'Université médicale de Caroline du Sud pour 440 000 $, sans admission de responsabilité.

### Affaire Michaela Raab, Allemagne
En 2015, Michaela Raab a intenté une action contre des médecins à Nuremberg, en Allemagne, pour ne pas l'avoir correctement conseillée. Les médecins ont déclaré qu'ils "n'agissaient que selon les normes de l'époque - qui visaient à protéger les patients contre les effets psychosociaux de l'apprentissage de la vérité sur leurs chromosomes". Le 17 décembre 2015, le tribunal d'État de Nuremberg a décidé que la clinique de l'Université d'Erlangen-Nuremberg verse des dommages et intérêts.

## Accès à l'information

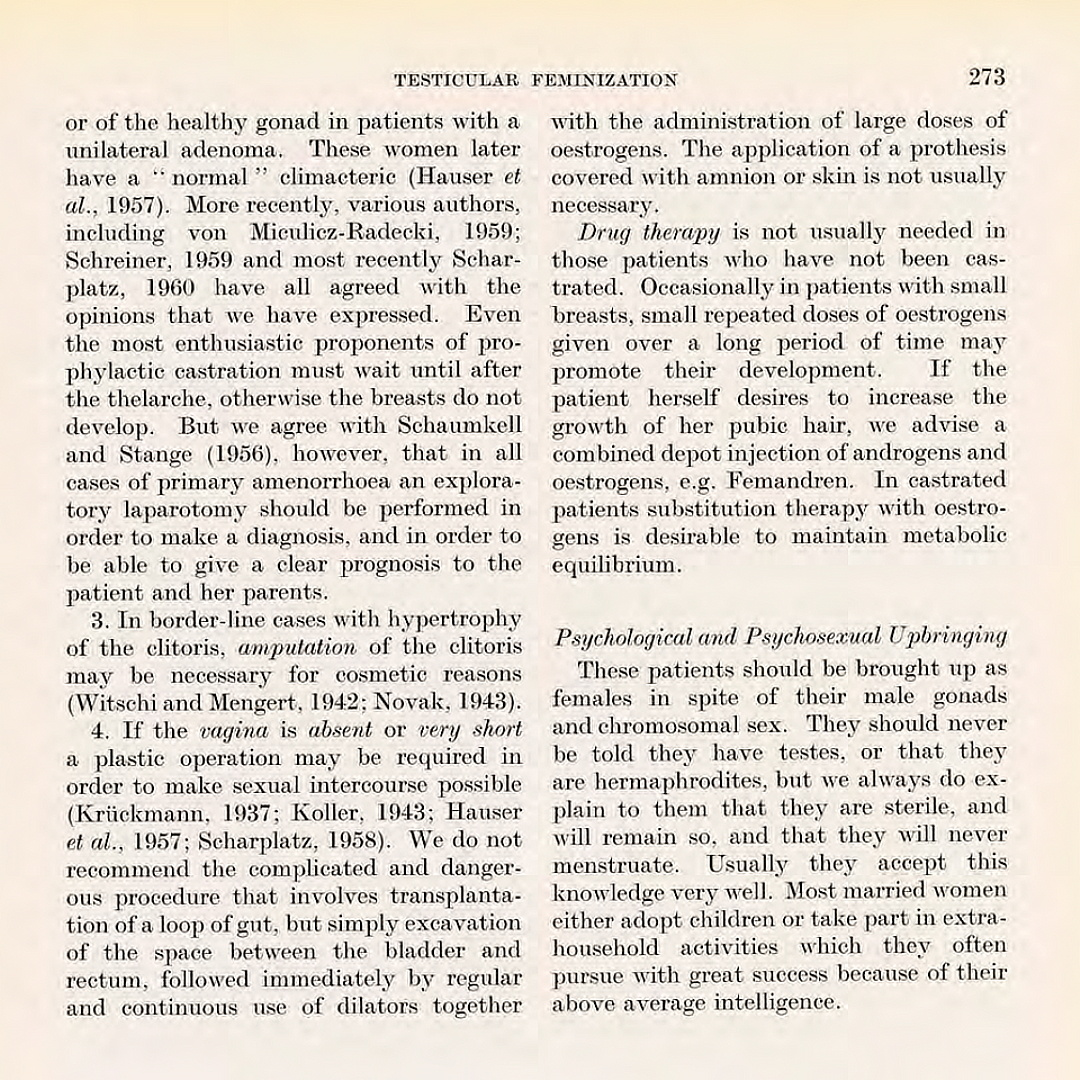
"Ils ne devraient jamais être informés... ". Licence de mensonge - Normes de traitement du syndrome d'insensibilité aux androgènes en 1963.

Avec l'essor de la science médicale moderne dans les sociétés occidentales, de nombreuses personnes intersexuées avec des organes génitaux externes ambigus ont vu leurs organes génitaux modifiés chirurgicalement pour ressembler à des organes génitaux féminins ou masculins. Les chirurgiens ont identifié la naissance de bébés intersexués comme une "urgence sociale". Un modèle fondé sur le secret a également été adopté, estimant que cela était nécessaire pour assurer un développement physique et psychosocial «normal»,,. La divulgation comprenait également le fait de dire aux gens qu'ils ne rencontreraient jamais quelqu'un d'autre dans le même état. L'accès aux dossiers médicaux a également toujours été difficile, alors que la capacité à fournir un consentement libre et éclairé dépend de la disponibilité des informations.
Le Conseil de l'Europe et l'Organisation mondiale de la santé reconnaissent la nécessité d'améliorer la fourniture d'informations, y compris l'accès aux dossiers médicaux.
Certaines organisations intersexuelles affirment que les modèles basés sur le secret ont été perpétués par un changement de langage clinique vers les troubles du développement sexuel. Morgan Carpenter, de l'Organisation intersexe internationale australienne (en), cite le travail de Miranda Fricker sur "l'injustice herméneutique" où, malgré de nouvelles protections légales contre la discrimination fondée sur le statut intersexué, "une personne ayant une expérience vécue n'est même pas en mesure de donner un sens à ses propres expériences sociales" au déploiement du langage clinique et "pas de mots pour nommer l'expérience".

## Reconnaissance légale
Selon le Forum Asie-Pacifique des institutions nationales des droits de l'homme, peu de pays ont prévu la reconnaissance juridique des personnes intersexes. Le Forum déclare que la reconnaissance juridique des personnes intersexes est: 
- premièrement, l'accès aux mêmes droits que les autres hommes et femmes, lorsqu'ils sont affectés à un homme ou à une femme ;
- deuxièmement, il s'agit de l'accès aux corrections administratives des documents juridiques lorsqu'une assignation sexuelle originale n'est pas appropriée ;
- troisièmement, alors que les régimes d'adhésion peuvent aider certaines personnes, la reconnaissance juridique ne concerne pas la création d'une troisième classification de sexe ou de genre pour les personnes intersexuées en tant que population, mais plutôt l'activation d'un régime d'adhésion pour toute personne qui en fait la demande, et/ou l'abrogation plus ou moins intégrale des catégories de genre en administration.

Dans certaines juridictions, l'accès à toute forme de document d'identité peut être un problème.

### Identités de genre
Comme tous les individus, certains individus intersexués peuvent être élevés comme un sexe particulier (masculin ou féminin) mais s'identifier ensuite à un autre plus tard dans la vie, alors que la plupart ne le font pas,,. Comme les personnes non intersexuées, certaines personnes intersexuées peuvent ne pas s'identifier comme étant exclusivement féminines ou exclusivement masculines. Un examen clinique de 2012 suggère qu'entre 8,5 et 20 % des personnes de conditions intersexuées peuvent répondre aux critères de dysphorie de genre, tandis que la recherche sociologique en Australie, un pays avec une troisième classification de sexe «X», montre que 19 % des personnes nées avec une forme atypique les caractéristiques sexuelles ont choisi une option «X» ou «autre», tandis que 52 % sont des femmes, 23 % des hommes et 6 % ont coché une option binaire mais ne sont pas sûrs.

### Accès aux documents d'identification
Selon la juridiction, l'accès à tout certificat de naissance peut être un problème, y compris un certificat de naissance avec un marqueur de sexe.
En 2014, dans le cas de Baby 'A' (poursuivre par le biais de sa mère EA) et d'un autre contre procureur général et 6 autres [2014], un tribunal kényan a ordonné au gouvernement kényan de délivrer un certificat de naissance à un enfant de cinq ans, né en 2009 avec des organes génitaux ambigus. Au Kenya, un certificat de naissance est nécessaire pour aller à l'école, obtenir un document d'identité national et voter. De nombreuses personnes intersexuées en Ouganda sont considérées comme apatrides en raison de difficultés historiques à obtenir des documents d'identité, malgré une loi sur l'enregistrement des naissances qui autorise les mineurs intersexes à changer d'affectation.

### Accès aux mêmes droits que les autres hommes et femmes
Le Forum Asie-Pacifique des institutions nationales des droits de l'homme déclare que : 
« Recognition before the law means having legal personhood and the legal protections that flow from that. For intersex people, this is neither primarily nor solely about amending birth registrations or other official documents. Firstly, it is about intersex people who have been issued a male or a female birth certificate being able to enjoy the same legal rights as other men and women »
« La reconnaissance devant la loi consiste à avoir la personnalité juridique et les protections juridiques qui en découlent. Pour les personnes intersexuées, il ne s'agit ni principalement ni uniquement de modifier les actes de naissance ou d'autres documents officiels. Premièrement, il s'agit de permettre aux personnes intersexes ayant reçu un acte de naissance masculin ou féminin de bénéficier des mêmes droits légaux que les autres hommes et femmes. »
Certains pays, comme l'Australie (bien que protectrice contre les discriminations) et la Nouvelle-Zélande, exemptent les lois sur les mutilations génitales féminines des personnes intersexes et les lois peuvent exister mais peuvent ne pas être appliquées dans certains autres pays comme les États-Unis[réf. nécessaire]. 

### Catégories binaires
L'accès à un certificat de naissance avec un marqueur de sexe correct peut être un problème pour les personnes qui ne s'identifient pas au sexe qui leur a été attribué à la naissance, ou il peut être disponible uniquement accompagné d'exigences chirurgicales.
Les passeports et les documents d'identification de l'Australie et de certaines autres juridictions ont adopté « X » comme troisième catégorie valide en plus de « M » (homme) et « F » (femme), au moins depuis 2003,. Les États-Unis délivrent des passeports de genre « X » depuis 2021 après le litige avec Dana Zzyym. En 2013, l'Allemagne devient le premier pays européen à autoriser l'enregistrement des bébés présentant des caractéristiques des deux sexes sur les certificats de naissance en tant que sexe indéterminé, au milieu de l'opposition et du scepticisme d'organisations intersexes qui soulignent que la loi semble exiger l'exclusion des catégories masculines ou féminines,. Le Conseil de l'Europe a reconnu cette approche et s'inquiète de la reconnaissance des troisièmes classifications et des classifications vierges dans un document de réflexion de 2015, déclarant que celles-ci peuvent conduire à des « sorties forcées » et « conduire à une pression accrue sur les parents d'enfants intersexes pour qu'ils se prononcent en faveur d'un sexe ». Le document de réflexion fait valoir qu'« une réflexion plus approfondie sur l'identification juridique non binaire est nécessaire » : 
« Mauro Cabral, Global Action for Trans Equality (GATE) Co-Director, indicated that any recognition outside the “F”/”M” dichotomy needs to be adequately planned and executed with a human rights point of view, noting that: “People tend to identify a third sex with freedom from the gender binary, but that is not necessarily the case. If only trans and/or intersex people can access that third category, or if they are compulsively assigned a third sex, then the gender binary gets stronger, not weaker” »

## Droits des personnes intersexes par juridiction
Lisez les pages spécifiques aux pays sur les droits intersexes via les liens sur le nom du pays, le cas échéant.
L'Organisation de l'aviation civile internationale « autorise depuis 1945 que le sexe soit indiqué par les lettres « F », « M » ou « X » (c’est-à-dire « non spécifié ») ».
Troisième classification de genre ou de sexe : COE p. 41-42, Sénat FR, Non-binaire#Mention d'un genre neutre à l'état civil

### Afrique
| Pays           | Intégrité physique et autonomie corporelle | Protection anti-discrimination | Accès aux documents d'identification | Accès aux mêmes droits que les autres hommes et femmes | Modification des documents d'identification M / F | Troisième classification de genre ou de sexe | Fin de la classification officielle par sexe ou sexe | Distinctions selon le sexe et le genre | Attribution aux bébés ou enfants du genre féminin ou masculin |
| -------------- | ------------------------------------------ | ------------------------------ | ------------------------------------ | ------------------------------------------------------ | ------------------------------------------------- | -------------------------------------------- | ---------------------------------------------------- | -------------------------------------- | ------------------------------------------------------------- |
| Kenya (en)     | Non                                        | Non                            | Oui                                  |                                                        |                                                   |                                              |                                                      |                                        |                                                               |
| Afrique du Sud | Non,                                       | Oui                            |                                      |                                                        | Oui, sous réserve de rapports médicaux et sociaux | Oui, sur les passeports                      |                                                      |                                        |                                                               |
| Ouganda (en)   | Non,                                       | Non                            |                                      |                                                        | Oui                                               |                                              |                                                      |                                        |                                                               |

### Amérique du Sud
| Pays           | Intégrité physique et autonomie corporelle     | Protection anti-discrimination | Accès aux documents d'identification | Accès aux mêmes droits que les autres hommes et femmes | Modification des documents d'identification M / F | Troisième classification de genre ou de sexe | Fin de la classification officielle par sexe ou sexe | Distinctions selon le sexe et le genre | Attribution aux bébés ou enfants du genre féminin ou masculin |
| -------------- | ---------------------------------------------- | ------------------------------ | ------------------------------------ | ------------------------------------------------------ | ------------------------------------------------- | -------------------------------------------- | ---------------------------------------------------- | -------------------------------------- | ------------------------------------------------------------- |
| Argentine (en) | Non                                            | Non                            |                                      |                                                        | Oui, autodétermination, ref non consultée         | Non                                          |                                                      |                                        |                                                               |
| Chili (en)     | Non                                            | Non,                           |                                      |                                                        | Oui, autodétermination                            | Oui                                          |                                                      |                                        |                                                               |
| Colombie (en)  | Non, mais limité aux enfants de plus de 5 ans. | Non                            |                                      |                                                        | Oui, autodétermination                            |                                              |                                                      |                                        |                                                               |
| Uruguay        | Oui,                                           |                                |                                      |                                                        | Oui, autodétermination                            | Oui                                          |                                                      |                                        |                                                               |

### Amérique du Nord
| Pays            | Intégrité physique et autonomie corporelle | Protection anti-discrimination     | Accès aux documents d'identification | Accès aux mêmes droits que les autres hommes et femmes           | Modification des documents d'identification M / F | Troisième classification de genre ou de sexe | Fin de la classification officielle par sexe ou sexe | Distinctions selon le sexe et le genre | Attribution aux bébés ou enfants du genre féminin ou masculin |
| --------------- | ------------------------------------------ | ---------------------------------- | ------------------------------------ | ---------------------------------------------------------------- | ------------------------------------------------- | --- | ---------------------------------------------------- | -------------------------------------- | ------------------------------------------------------------- |
| États-Unis (en) | Non                                        | Partielle, dans les soins de santé |                                      | Non, lois sur les mutilations génitales féminines non appliquées |                                                   | Oui Ne vous inscrivez que pour Washington DC, Californie, New York City, Ohio (sur ordonnance du tribunal uniquement), Nouveau-Mexique, Nevada , Oregon, Utah (sur ordonnance du tribunal uniquement), État de Washington, New Jersey et Colorado,. |                                                      |                                        |                                                               |
| Mexique (en)    | Non,                                       | Non                                |                                      |                                                                  |                                                   | Non |                                                      |                                        |                                                               |

### Asie
| Pays         | Intégrité physique et autonomie corporelle | Protection anti-discrimination | Accès aux documents d'identification | Accès aux mêmes droits que les autres hommes et femmes | Modification des documents d'identification M / F | Troisième classification de genre ou de sexe | Fin de la classification officielle par sexe ou sexe | Distinctions selon le sexe et le genre | Attribution aux bébés ou enfants du genre féminin ou masculin |
| ------------ | ------------------------------------------ | ------------------------------ | ------------------------------------ | ------------------------------------------------------ | ------------------------------------------------- | -------------------------------------------- | ---------------------------------------------------- | -------------------------------------- | ------------------------------------------------------------- |
| Bangladesh   | Non                                        | Non                            |                                      |                                                        |                                                   | Oui                                          |                                                      |                                        |                                                               |
| Chine (en)   | Non,                                       | Non                            |                                      |                                                        |                                                   |                                              |                                                      |                                        |                                                               |
| Inde (en)    | Oui,                                       | Oui                            | Oui                                  | Oui                                                    | Oui                                               | Oui, sur les passeports                      |                                                      |                                        |                                                               |
| Japon        | Non                                        | Non                            |                                      |                                                        | Nécessite une intervention chirurgicale           |                                              |                                                      |                                        |                                                               |
| Malaisie     |                                            |                                |                                      |                                                        |                                                   | Oui, sur les passeports                      |                                                      |                                        |                                                               |
| Népal (en)   | Non                                        | Non                            |                                      |                                                        | [ 129 ]                                           | Oui,                                         |                                                      |                                        |                                                               |
| Pakistan     | Non                                        | Oui                            |                                      |                                                        | Oui, autodétermination                            | Oui                                          |                                                      |                                        |                                                               |
| Corée du Sud | Non                                        | Non                            |                                      |                                                        |                                                   |                                              |                                                      |                                        |                                                               |
| Thaïlande    | Non                                        | Non                            |                                      |                                                        | Nécessite une intervention chirurgicale           |                                              |                                                      |                                        |                                                               |
| Vietnam      | Non                                        | Non                            |                                      |                                                        | Nécessite une intervention chirurgicale           |                                              |                                                      |                                        |                                                               |

### Europe
(novembre 2021).
| Pays/jurisdiction      | Intégrité physique et autonomie corporelle | Protection anti-discrimination | Accès aux documents d'identification | Accès aux mêmes droits que les autres hommes et femmes | Modification des documents d'identification M / F | Troisième classification de genre ou de sexe | Fin de la classification officielle par sexe ou sexe | Distinctions selon le sexe et le genre | Attribution aux bébés ou enfants du genre féminin ou masculin |
| ---------------------- | ------------------------------------------ | ------------------------------ | ------------------------------------ | ------------------------------------------------------ | ------------------------------------------------- | -------------------------------------------- | ---------------------------------------------------- | -------------------------------------- | ------------------------------------------------------------- |
| Union européenne       |                                            |                                |                                      |                                                        | Non                                               | Non                                          | Non                                                  | Non                                    |                                                               |
| Albania                | [ 133 ]                                    |                                |                                      |                                                        |                                                   |                                              |                                                      |                                        | Non                                                           |
| Austria                |                                            |                                |                                      |                                                        |                                                   | [ 134 ]                                      |                                                      |                                        | Non                                                           |
| Bosnia and Herzegovina | No                                         | [ 55 ]                         |                                      |                                                        |                                                   |                                              |                                                      |                                        | Non                                                           |
| Belgium                |                                            |                                |                                      |                                                        | Auto-détermination,                               |                                              |                                                      |                                        | Non                                                           |
| Denmark                | ,                                          | No                             |                                      |                                                        | Oui, autodétermination                            | No                                           |                                                      |                                        | Non                                                           |
| Finland                | No                                         | [ 137 ]                        |                                      |                                                        |                                                   | No                                           |                                                      |                                        | Non                                                           |
| France                 | ,                                          | No                             |                                      |                                                        |                                                   | No                                           |                                                      |                                        | Non                                                           |
| Germany                | ,                                          | No                             |                                      |                                                        |                                                   | [ 143 ]                                      |                                                      |                                        | Non                                                           |
| Greece                 | No                                         | [ 57 ]                         |                                      |                                                        |                                                   |                                              |                                                      |                                        | Non                                                           |
| Iceland                | No                                         | Yes                            |                                      |                                                        | Auto-détermination                                | Yes                                          |                                                      |                                        | Non                                                           |
| Ireland                | ,                                          | No                             |                                      |                                                        | Auto-détermination                                | No                                           |                                                      |                                        | Non                                                           |
| Jersey                 | No                                         | [ 146 ]                        |                                      |                                                        |                                                   |                                              |                                                      |                                        | Non                                                           |
| Luxembourg             |                                            |                                |                                      |                                                        | [ 147 ]                                           |                                              |                                                      |                                        | Non                                                           |
| Malta                  | Inscrite dans la loi[réf. nécessaire]      | Yes                            | Yes                                  | Yes                                                    | Oui, autodétermination                            | [ 148 ]                                      |                                                      |                                        | Oui, non-obligatoire jusqu'à 18 ans                           |
| Netherlands            |                                            | Yes                            |                                      |                                                        |                                                   |                                              |                                                      |                                        | Non                                                           |
| Norway                 |                                            | No                             |                                      |                                                        | Auto-détermination,                               |                                              |                                                      |                                        | Non                                                           |
| Portugal               | Inscrite dans la loi,                      | Yes                            | Yes                                  | Yes                                                    | Auto-détermination                                | Yes                                          |                                                      |                                        | Non                                                           |
| Switzerland            | ,                                          | No                             |                                      |                                                        |                                                   | No                                           |                                                      |                                        | Non                                                           |
| United Kingdom         | ,                                          | No                             |                                      |                                                        | Nécessite le diagnostic de dysphorie de genre     | No                                           |                                                      |                                        | Non                                                           |

### Océanie
(novembre 2021).
| Pays/jurisdiction | Intégrité physique et autonomie corporelle | Protection anti-discrimination | Accès aux documents d'identification | Accès aux mêmes droits que les autres hommes et femmes               | Modification des documents d'identification M / F | Troisième classification de genre ou de sexe                                                                    | Fin de la classification officielle par sexe ou sexe | Distinctions selon le sexe et le genre | Attribution aux bébés ou enfants du genre féminin ou masculin |
| ----------------- | ------------------------------------------ | ------------------------------ | ------------------------------------ | -------------------------------------------------------------------- | --- | --- | ---------------------------------------------------- | -------------------------------------- | ------------------------------------------------------------- |
| Australia         | ,                                          | Au niveau fédéral              |                                      | Exceptions vis-à-vis du sport et des mutilations sexuelles féminines | Policies vary depending on jurisdiction Requires sexual reassignment surgery and permission from at least 2 medical practitioners within both NSW and QLD only. Appropriate clinical treatment (or just 1 doctors permission) within WA, SA, NT and the ACT. "Self-determination" within TAS and VIC. | Oui, sur les passeports avec lettre d'un médecin · Oui, opt in at federal level, state/territory policies vary, |                                                      |                                        |                                                               |
| New Zealand       | [ 165 ]                                    | No                             |                                      | Exceptions vis-à-vis du sport et des mutilations sexuelles féminines | Yes | Oui, sur les passeports · (Le troisième certificat de naissance peut être utilisé si déterminé à la naissance)  |                                                      |                                        |                                                               |